# 秦武
秦武（1483年—？），字從熙，號幘峰，浙江台州府臨海縣人，軍籍，明朝政治人物。

## 生平
浙江鄉試第五十八名舉人。正德十二年（1517年）中式丁丑科會試第二百九十九名，登第三甲第六十八名進士。大理寺观政，授行人司行人。嘉靖元年（1522年）選河南道監察御史，十年巡按江西。謫邳州判官，升韶州府通判，升南京刑部主事，升员外郎，致仕卒。

## 家族
曾祖秦良玉；祖父秦宗傅；父秦彥彬，封南京行人司左司副 贈刑部郎中。前母董氏（贈宜人）；母吳氏。永感下。兄秦章；秦裕；秦文，按察司副使；秦禮，南京刑部员外郎；秦祺；秦祹。